# Вітторіо Стораро
Вітто́ріо Стора́ро (італ. Vittorio Storaro; 24 червня 1940, Рим) — італійсько-американський кінооператор. Володар трьох премій «Оскар» американської кіноакадемії.

## Біографія
З 11 років навчався фотографії. У 18-річному віці вступив до італійської кіношколи Centro Sperimentale di Cinematografia. З 1962 року працював асистентом оператора, у 1969 році зняв свій перший фільм як оператор-постановник — Giovinezza, Giovinezza.
Вітторіо Стораро працював з багатьма відомими кінорежисерами. Протягом двадцяти років він співпрацював з Бернардо Бертолуччі і зняв для цього режисера 8 фільмів, включаючи такі, як «Конформіст» (1970 рік), «Останнє танго в Парижі» (1972 рік), «Двадцяте століття» (1976 рік) і «Останній імператор» (1987 рік).
У США Стораро відомий за фільмами Френсіса Ф. Копполи та Уоррена Бітті. За свій другий американський фільм — «Апокаліпсис сьогодні» Копполи (1979 рік) — Стораро отримав «Оскар», а через два роки знову удостоївся цієї престижної нагороди за роботу в картині Бітті «Червоні» (1981 рік). Втретє Стораро отримав «Оскар» за фільм «Останній імператор», а в 1991 році номінувався, але не отримав приз за роботу в «Діку Трейсі».
У 1990-х роках також співпрацював з Карлосом Саурою. За «Танго», один з чотирьох фільмів цього режисера, знятих Стораро, він відзначений технічним гран-прі Каннського кінофестивалю.

## Стораро про операторське мистецтво
«Це була дуже маленька школа (Експериментальний кіноцентр в Римі), але вона дала мені відчуття, що я ще студент і це було дуже важливо. Я назавжди зберіг це відчуття. Я все ще студент в тому сенсі, що завжди є щось чого можна та потрібно вчитися. Я завжди шукав та проводив свої власні дослідження».
«Монтажер вибирає які кадри використовувати і в якому порядку. Також є музика, яка створює настрій. Те, що людина чує, безсумнівно, впливає на те, що людина бачить, і це, звичайно, починається зі сценариста. Всіма цими людьми керує режисер, але кожний з них вносить свій особистий вклад. Кіно — це оркестрова партія зіграна солістами. Тому потрібно спів-авторське право для кінооператорів щоб захистити цілісність творчої роботи».
«Управління камерою — це, переважно вибудовування композиції та створення ритму. Я щасливий, що займаюся цим. Я також працював оператором для декількох рекламних роликів; коли ми знімали, хто-небудь із секундоміром відміряв кожну панораму та укрупнення. Він повинен був говорити: „У тебе є чотири з половиною секунди, щоб зробити цей кадр“. Це навчило мене рахувати кожну секунду».
«Ми ніколи не повинні повертатися. Завжди треба рухатися вперед та шукати шляхи як розвивати мистецтво, створювати кіно. Я думаю про свою кар'єру, як про нескінченний пошук гармонії між протилежними життєвими силами: світлом та тінями, свідомого та несвідомого, матерією та енергією, чоловіком та жінкою. Кіно — це подорож довжиною в життя».